# Ром, Элой
Эло́й Ви́ктор Ром (нидерл. Eloy Victor Room; 6 февраля 1989, Неймеген, Нидерланды) — кюрасавский и нидерландский футболист, вратарь бельгийского клуба «Серкль Брюгге» и сборной Кюрасао.

## Клубная карьера

### «Витесс»
Ром присоединился к «Витессу» в возрасте тринадцати лет, до этого играя за клубы СКЕ, НЕК и «Юнион».
После впечатляющей игры за молодёжную команду «Витесса» Ром был повышен до первой команды в сезоне 2008/2009. 8 марта 2009 года Элой дебютировал за команду в матче против «Волендама» (0:1), заменив травмированного Пита Велтхёйзена на 13-й минуте. 18 апреля 2009 года Ром впервые вышел в стартовом составе против АЗ (2:1). После ухода Пита Велтхёйзена в испанский клуб «Эркулес» Ром стал основным вратарём «Витесса» в сезоне 2010/2011, сыграв тридцать три раза в лиге из возможных тридцати четырёх. Однако, спустя всего год, Велтхёйзен вернулся в клуб, после того как он не смог адаптироваться в Испании, и снова вытеснил Элоя.
30 июня 2013 года Ром присоединился на правах аренды сроком на один сезон к «Гоу Эхед Иглз». 4 августа 2013 года он дебютировал за клуб в матче против «Утрехта» (1:1). 29 января 2014 года, через шесть месяцев, вернулся в «Витесс» из-за травмы резервного вратаря Меэритса. За это время Ром провёл двадцать матчей в лиге и два — в кубке.
Хотя Элой вернулся в «Витесс», он так и не смог сыграть в оставшейся части сезона 2013/2014 из-за впечатляющей формы Велтхёйзена. В начале 2015 года Ром окончательно выиграл конкуренцию за место в стартовом составе. В следующем сезоне он сыграл во всех тридцати четырёх матчах чемпионата и провёл оба матча в Лиге Европы УЕФА. В 2017 году Ром помог «Витессу» впервые в истории выиграть Кубок Нидерландов, в финале был обыгран АЗ со счётом 2:0.

### ПСВ
16 августа 2017 года Ром стал игроком другого клуба чемпионата Нидерландов ПСВ после пятнадцати лет, проведённых в «Витессе».

### «Коламбус Крю»
5 июля 2019 года Ром перешёл в клуб MLS «Коламбус Крю». В американской лиге он дебютировал 20 июля в матче против «Монреаль Импакт». По окончании сезона 2021 срок контракта Рома с «Коламбус Крю» истёк, но 3 декабря 2021 года клуб подписал с игроком новый двухлетний контракт до конца сезона 2023 с опцией продления на сезон 2024. 17 июля 2023 года Ром и «Коламбус Крю» пришли к взаимному соглашению о расторжении контракта. В сезоне 2023 он уступил роль основного вратаря клуба Патрику Шулте.

### Возвращение в «Витесс»
18 июля 2023 года Ром вернулся в «Витесс», подписав контракт до середины 2025 года.

## Карьера в сборной
3 марта 2010 года Ром дебютировал в качестве игрока стартового состава в молодёжной сборной в матче против Словении. После того, как в июне 2015 года тренер сборной Кюрасао Патрик Клюйверт пригласил Элоя на два отборочных матча сборной на чемпионат мира 2018, он решил сделать выбор в пользу Кюрасао. 6 июня 2015 года Ром дебютировал в сборной в товарищеском матче против Тринидада и Тобаго (1:0). После этого он был назван игроком матча. В своём втором матче 10 июня Ром снова отстоял на ноль, теперь в матче против Кубы (0:0) в отборе на чемпионат мира. 25 июня 2017 года в составе сборной Кюрасао Элой выиграл в финале Карибского кубка 2017 года в матче против Ямайки со счётом 2:1. В следующем месяце он принял участие в Золотом кубке КОНКАКАФ, который его сборная покинула на стадии группового этапа. Ром участвовал в Золотом кубке КОНКАКАФ 2019, в котором Кюрасао впервые вышел из группы, но в четвертьфинале уступил США.

## Достижения
«Витесс»
- Обладатель Кубка Нидерландов: 2016/17

ПСВ
- Чемпион Нидерландов: 2017/18

«Коламбус Крю»
- Чемпион MLS (обладатель Кубка MLS): 2020

Сборная Кюрасао
- Обладатель Карибского кубка: 2017

## Статистика
| Клуб                   | Сезон            | Лига             | Лига | Лига | Кубок | Кубок | Континент | Континент | Другое | Другое | Итого | Итого |
| Клуб                   | Сезон            | Дивизион         | Игры | Голы | Игры  | Голы  | Игры      | Голы      | Игры   | Голы   | Игры  | Голы  |
| ---------------------- | ---------------- | ---------------- | ---- | ---- | ----- | ----- | --------- | --------- | ------ | ------ | ----- | ----- |
| Витесс                 | 2008/09          | Эредивизи        | 3    | −4   | 0     | 0     | —         | —         | —      | —      | 3     | −4    |
| Витесс                 | 2009/10          | Эредивизи        | 3    | −10  | 0     | 0     | —         | —         | —      | —      | 3     | −10   |
| Витесс                 | 2010/11          | Эредивизи        | 33   | −60  | 3     | −5    | —         | —         | —      | —      | 36    | −65   |
| Витесс                 | 2011/12          | Эредивизи        | 2    | 0    | 1     | −1    | —         | —         | 0      | 0      | 3     | −1    |
| Витесс                 | 2012/13          | Эредивизи        | 2    | −1   | 4     | −5    | 0         | 0         | —      | —      | 6     | −6    |
| Витесс                 | 2013/14          | Эредивизи        | 0    | 0    | 0     | 0     | —         | —         | 0      | 0      | 0     | 0     |
| Витесс                 | 2014/15          | Эредивизи        | 23   | −24  | 3     | −5    | —         | —         | 4      | −6     | 30    | −35   |
| Витесс                 | 2015/16          | Эредивизи        | 34   | −37  | 0     | 0     | 2         | −5        | —      | —      | 36    | −42   |
| Витесс                 | 2016/17          | Эредивизи        | 33   | −36  | 5     | −4    | —         | —         | —      | —      | 38    | −40   |
| Витесс                 | Итого            | Итого            | 133  | −172 | 16    | −20   | 2         | −5        | 4      | −6     | 155   | −203  |
| Гоу Эхед Иглз (аренда) | 2013/14          | Эредивизи        | 20   | −44  | 2     | −1    | —         | —         | —      | —      | 22    | −45   |
| ПСВ                    | 2017/18          | Эредивизи        | 3    | −5   | 0     | 0     | 0         | 0         | —      | —      | 3     | −5    |
| ПСВ                    | 2018/19          | Эредивизи        | 0    | 0    | 2     | −3    | 0         | 0         | —      | —      | 2     | −3    |
| ПСВ                    | Итого            | Итого            | 3    | −5   | 2     | −3    | 0         | 0         | 0      | 0      | 5     | −8    |
| Коламбус Крю           | 2019             | MLS              | 12   | −14  | 0     | 0     | —         | —         | —      | —      | 12    | −14   |
| Коламбус Крю           | 2020             | MLS              | 17   | −15  | —     | —     | —         | —         | 2      | −2     | 19    | −17   |
| Коламбус Крю           | 2021             | MLS              | 30   | −39  | —     | —     | 4         | −5        | —      | —      | 34    | −44   |
| Коламбус Крю           | 2022             | MLS              | 34   | −41  | 0     | 0     | —         | —         | —      | —      | 34    | −41   |
| Коламбус Крю           | 2023             | MLS              | 3    | −3   | 0     | 0     | —         | —         | —      | —      | 3     | −3    |
| Коламбус Крю           | Итого            | Итого            | 96   | −112 | 0     | 0     | 4         | −5        | 2      | −2     | 102   | −119  |
| Витесс                 | 2023/24          | Эредивизи        | 34   | −74  | 0     | 0     | —         | —         | —      | —      | 34    | −74   |
| Витесс                 | Итого            | Итого            | 34   | −74  | 0     | 0     | —         | —         | —      | —      | 34    | −74   |
| Серкль Брюгге          | 2024/25          | Про Лига         | 0    | 0    | 2     | −1    | —         | —         | —      | —      | 2     | −1    |
| Серкль Брюгге          | Итого            | Итого            | 0    | 0    | 2     | −1    | —         | —         | —      | —      | 2     | −1    |
| Итого за карьеру       | Итого за карьеру | Итого за карьеру | 286  | −407 | 22    | −25   | 6         | −10       | 6      | −8     | 320   | −450  |

1. ↑  Участие в плей-офф за место в Лиге Европы
2. ↑  Участие в Лиге Европы
3. ↑  Участие в плей-офф Кубка MLS
4. ↑  Участие в Лиге чемпионов КОНКАКАФ